# Kirchfriedhof Wersau

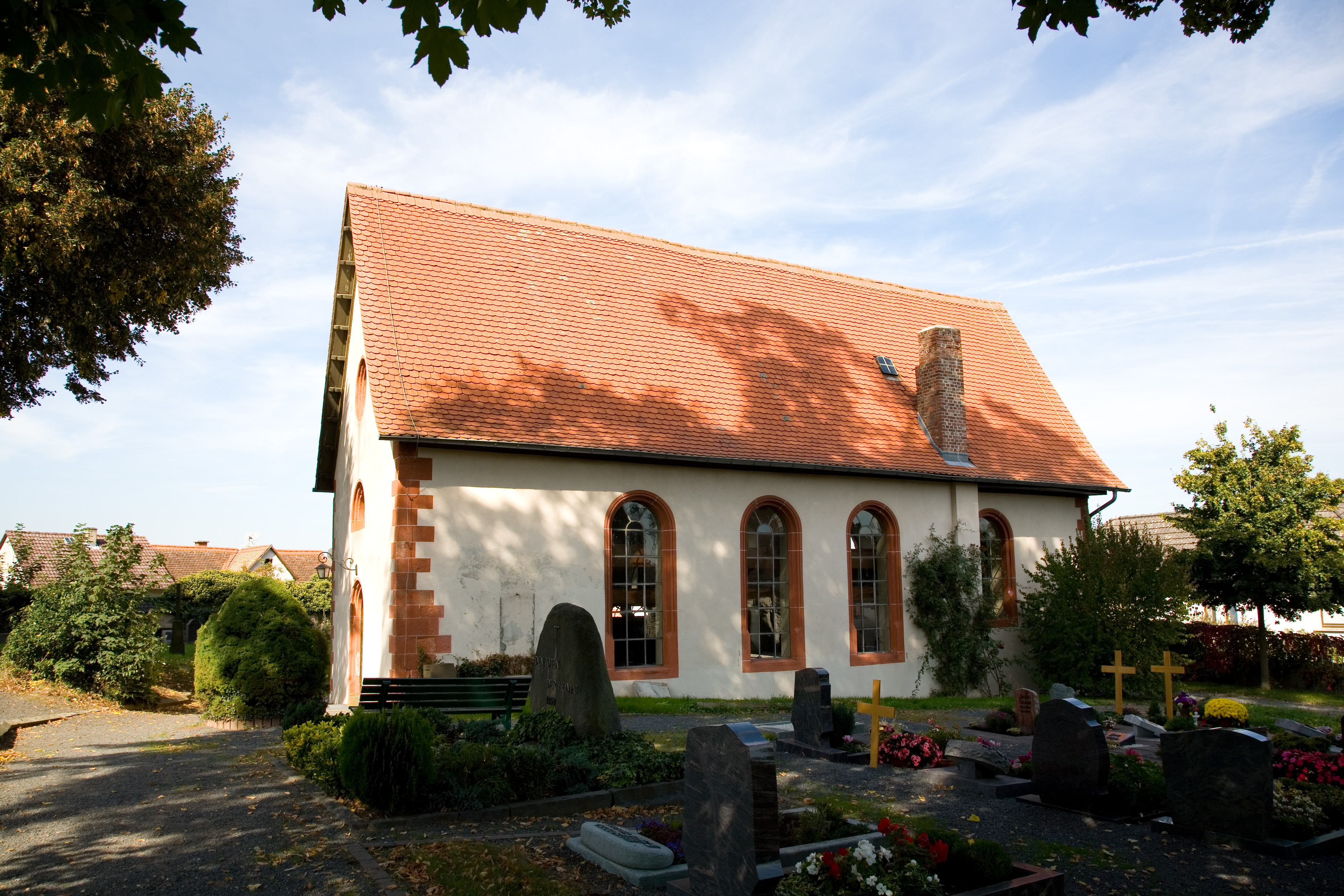
Kirche auf dem Friedhof in Wersau

Der Kirchfriedhof in Wersau, einem Ortsteil der Gemeinde Brensbach im Odenwaldkreis in Hessen, weist eine frühgotische Kapelle und einen außergewöhnlichen Tor- und Glockenturm (Campanile) auf. Der Friedhof mit Kapelle und Torturm steht als Kulturdenkmal unter Denkmalschutz, gleichzeitig ist er auch Teil der denkmalgeschützten Gesamtanlage Wersau, die den kompletten Pfarrberg mit Gebäuden, Friedhof und Wegen umfasst.

## Beschreibung

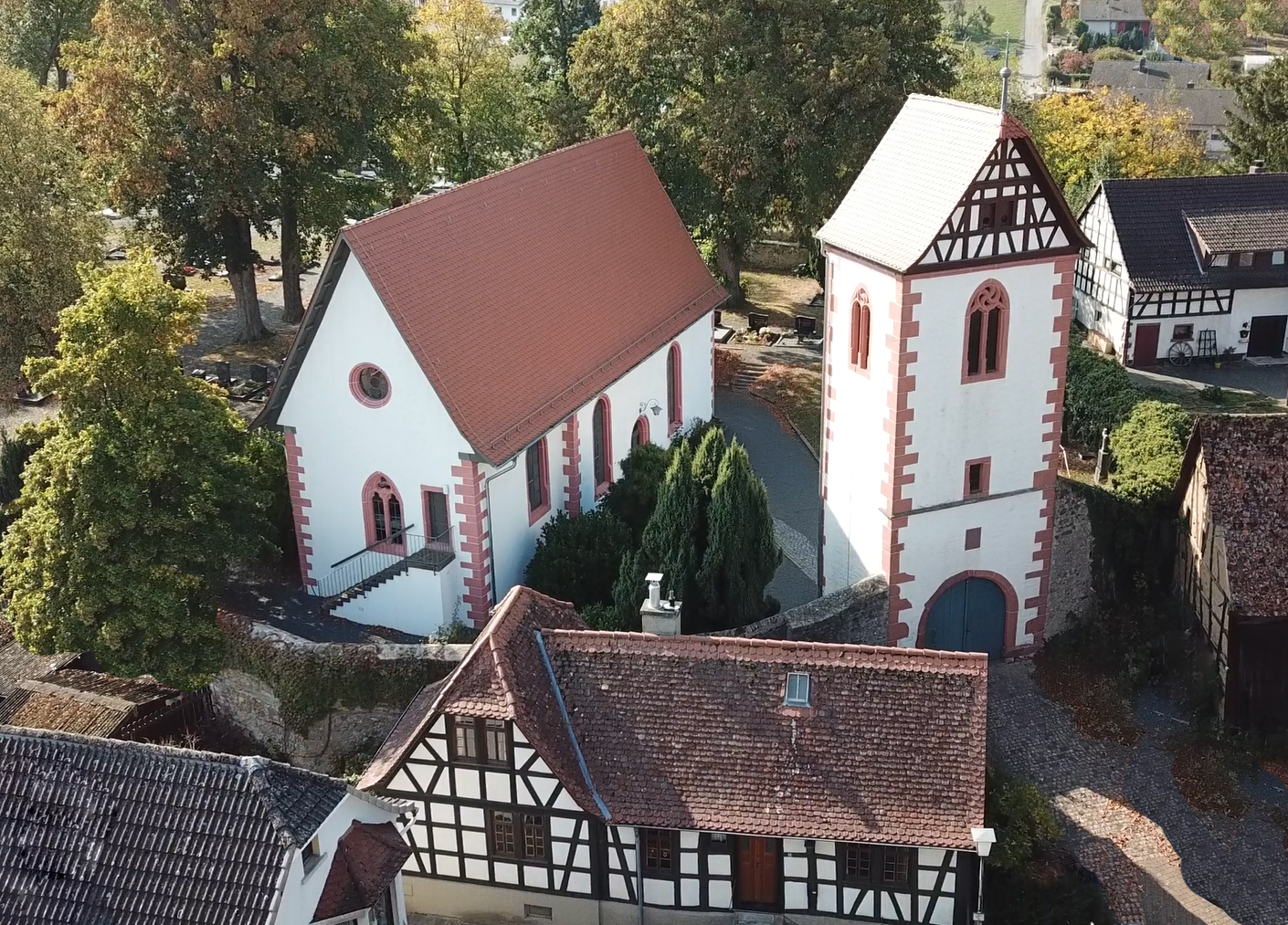
Kirche, Tor- und Glockenturm

Die evangelische Kirche inmitten des wehrhaft ummauerten alten Friedhofs ist ein kleiner frühgotischer Saalbau, der durch Umbauten seit dem 15. Jahrhundert, vor allem 1738 und 1851/60, sein heutiges Aussehen erlangte. Von der frühen Bausubstanz sind eine Sakramentsnische und ein gotisches Spitzbogenfenster im Chor erhalten. Im Inneren ist die Kirche von einer flachen Decke überspannt und hat im Langhaus eine dreiseitig umlaufende Empore. Die Orgelempore mit einer Orgel von 1851 sowie der Kanzelaltar sind in einer senkrechten Achse vor dem Chor angeordnet, während der Chor selbst als Sakristei abgeteilt ist.
Der freistehende Glockenturm der Kirche dient nicht nur der Unterbringung der vier Glocken im Glockenstuhl, sondern ist gleichzeitig auch der Torturm des Friedhofs.
Eine Besonderheit der Wersauer Kirche ist, dass das Kirchenschiff nicht „geostet“, also nicht in Ost-West-Richtung ausgerichtet ist.
Auf dem Friedhof haben sich einige historische Grabsteine aus dem 18. und 19. Jahrhundert erhalten, darunter der mit Rollwerk verzierte Grabstein eines Pfarrerstöchterleins.

## Geschichte

### Kirchturm
Im Jahr 1628 wird bei einer Visitation festgestellt, dass die Kirche und der damals noch auf ihr befindliche Glockenturm repariert werden müssen. Da dies nicht geschah, stürzte der baufällige Turm im Jahr 1631 mitsamt der Sakristei ein. Es kommt zu Zuständigkeitsgerangel zwischen Kirche, Obrigkeiten und Wersauern bzgl. des Wiederaufbaus und dessen Finanzierung. Die Wersauer beschließen, ihren neuen Turm zu bauen, für die Reparatur der Kirche aber nicht zuständig zu sein. Noch im selben Jahr beginnen die Bauarbeiten. Ein neuer Glocken- und Torturm wird neben der Kirche, auf der alten Wehrmauer errichtet. Zu dieser Zeit tobt hierzulande der Dreißigjährige Krieg und so findet der neue Turm auch als Aussichtsplattform und Signalstation Verwendung. Seine endgültige Größe und Form, mit gotisierenden Fenstern im Obergeschoss und Fachwerkgiebel, erlangt er erst im Jahr 1738.

### Archäologische Befunde
Im Jahr 1982 wurde im Zuge von Renovierungsarbeiten eine Grabung im Bereich des Altars und des Chors durchgeführt. Unter anderem sollte Klarheit geschaffen werden, ob es einen unterirdischen Gang zum alten Pfarrhaus gibt, wie es ein altes Dorf-Gerücht suggerierte. Dabei stieß man auf eine aufgefüllte Bodenschicht, in der etliche Bruchstücke römischer Ziegelware zum Vorschein kamen. Darunter befanden sich Fragmente römischer Leistenziegel sowie Teile von quadratischen, dicken Ziegelplatten, die zur Errichtung von Pfeilern aufeinander gesetzt wurden und beispielsweise in römischen Fußbodenheizungen, den sogenannten Hypokausten, Verwendung fanden. Umfang und Kontext dieser Funde lassen darauf schließen, dass im Bereich der Wersauer Kirche einmal ein römisches Gebäude, möglicherweise sogar ein Badehaus gestanden hat. Die Funde werden vom Heimat- und Geschichtsverein Wersau verwahrt.